# 경무대 똥통 사건
경무대 똥통 사건은 1958년 1월 23일 대한민국의 만화가 김성환이 《동아일보》에 연재하던 시사 만화 〈고바우 영감〉에 경무대를 풍자하는 만화를 그려 필화를 겪게 된 사건이다. 풍자의 대상이 된 사건은 가짜 이강석 사건을 풍자했다가 필화가 되었다. 정치적 풍자의 자유, 표현의 자유를 법으로 탄압한 사건이자, 명예훼손, 허위사실유포과 비슷한 명목으로 처벌한 사례이다.

## 개요
사건의 배경은 대한민국 제1공화국 시절로, 당시는 경무대를 중심으로 한 이승만과 측근의 권력과 위세가 극에 달했을 때였다. 가짜 이강석 사건이 터지자 김성환은 이를 풍자한 만화를 그렸다.
1958년 1월 23일자 《동아일보》에 게재된 〈고바우 영감〉의 내용은 이렇다.
| “ | 앗! 저기 온다./귀하신 몸 행차하시나이까?/저 어른이 누구신가요? 쉬-/경무대서 똥을 치는 분이요. | ” |
|   | — 〈고바우 영감〉, 《동아일보》 1958년 1월 23일자                                             |   |

두 번째 칸의 대사 '귀하신 몸 행차하시나이까?'는 가짜 이강석 사건 당시 경상북도 경주경찰서 서장이 가짜 이강석에게 "귀하신 몸이 어찌 홀로 오셨나이까."라고 말한 것에서 비롯된 것인데, 이는 마치 시중에 유행어처럼 번지기도 했다.  만화가 김성환은 서울특별시경찰청에 체포되었다.

## 결과
이 사건으로 인해 김성환은 시 경찰청에 연행되어 4일간 문초를 당했으며, 즉결 심판에 회부되었다. '타인의 私事(사사)에 대하여 허위사실을 게재했다'는 이유로 경범죄 선고를 받았고, 450환의 벌금형을 받았다. 야당과 재야 지식인들은 정치의 풍자의 자유를 허용하지 않는다며 언론 탄압, 표현의 자유를 탄압한다며 이승만 정권을 비판했다.

## 뒷이야기
명예훼손과 허위사실유포라고 대놓고 명시하지 않았으나, 명예훼손, 허위사실유포로 처벌한 것과 같다. 후에 김성환은 한 언론과의 인터뷰에서 자신이 이 사건을 한 달 반 동안 계획하여 준비한 것이었음을 밝히기도 했다.

## 같이 보기
- 김성환 (만화가)
- 경무대경찰서
- 고바우 영감
- 경무대
- 가짜 이강석 사건
- 견통령 사건
- 정비석
- 자유 부인
- 필화